# Anton Aloys de Hohenzollern-Sigmaringen

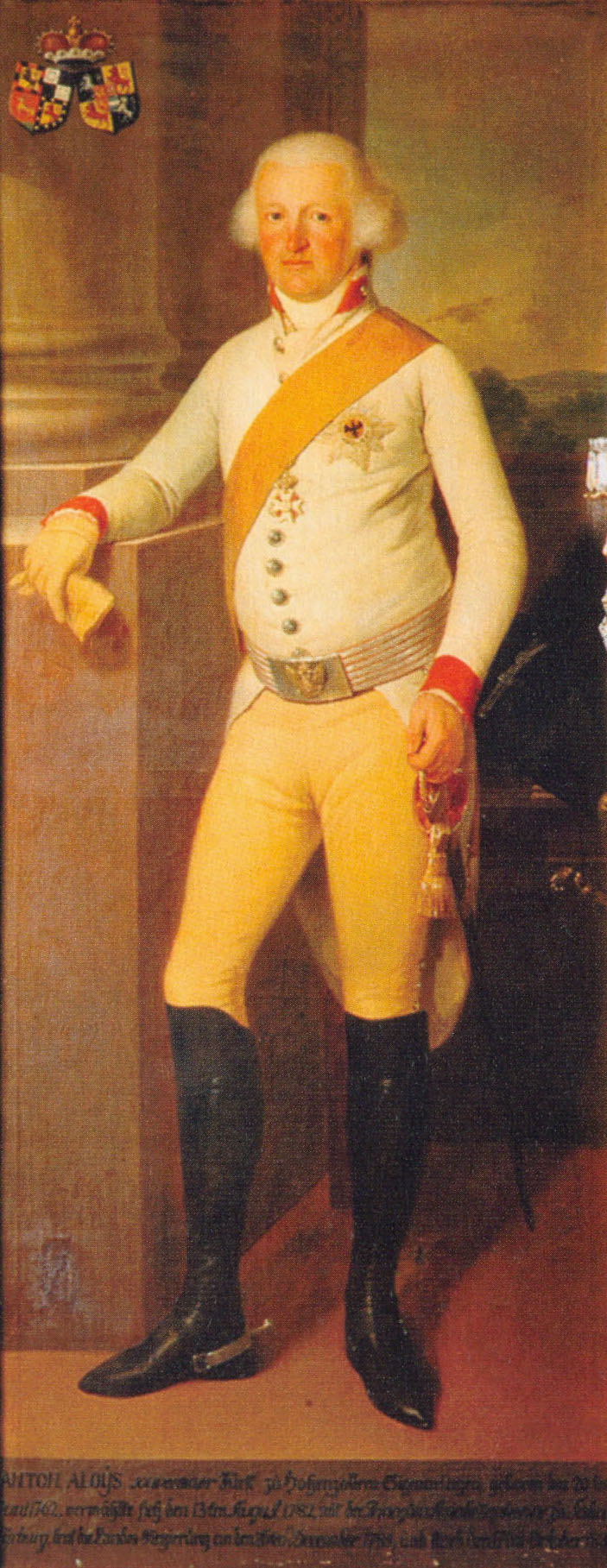
Prințul Anton Aloys

Anton Aloys Meinrad Franz de Hohenzollern-Sigmaringen (n. 20 iunie 1762, Sigmaringen – 17 octombrie 1831, Sigmaringen) a fost al șaptelea Prinț (primul Prinț suveran) din familia de Hohenzollern-Sigmaringen. El este strămoșul pe linie bărbătească directă al Regelui Mihai al României.

## Viața
Anton Aloys era fiul prințului Karl Friedrich von Hohenzollern-Sigmaringen (1724–1785) și al Johannei de Hohenzollern-Berg (1727–1787), fiica Contelui Franz Wilhelm de Hohenzollern-Berg. Anton Aloys a crescut la bunicii lui din ’s-Heerenberg, aproape de orașul Emmerich am Rhein. A frecventat universitățile din Freiburg și Ingolstadt.
Anton Aloys s-a căsătorit pe 13 august 1782 cu Amalie Zephyrine de Salm-Kyrburg, fiica Prințului Philipp Joseph de Salm-Kyrburg.
El a moștenit titlul tatălui său în 1785, apoi titlul de Conte de Berg-s'Heerenberg și bunurile aferente.
La începutul războaielor revoluției franceze Anton Aloys a fugit din Viena, pentru ca să se întoarcă în 1796. El a pierdut posesiunile lui olandeze, moștenite de la mama lui.
Prințul s-a bucurat de suveranitate în cadrul Confederației Rinului. Ascensiunea lui Napoleon Bonaparte s-a dovedit profitabilă pentru ramura suabă a Hohenzollernilor. El a obținut baroniile de Achberg și Hohenfels. Congresul de la Viena, la care a participat și Prințul Anton Aloys, îi recunoștea de asemenea suveranitatea asupra teritoriilor sale anterioare, îi reda posesiunile olandeze, precum și unele teritorii bavareze. Principatul de Hohenzollern-Sigmaringen a fost membru fondator al Confederației Germane. 
Prințul Anton Aloys a fost decorat cu Marea Cruce a Ordinului Regal al Celor două Sicilii, a fost făcut Cavaler al Ordinelor Prusace al Vulturului Negru și Vulturului Roșu, și al Ordinului Regal Bavarez al Sf. Hubertus .

## Urmași
Prințul Anton Aloys a avut următorii copii:
- un fiu (născut și mort în 1783)
- Karl (1785–1853), Prinț de Hohenzollern-Sigmaringen